# Grand Prix Formule 1 van Australië 1988
De Grand Prix Formule 1 van Australië 1988 werd gehouden op 13 november 1988 in Adelaide.

## Verslag

### Kwalificatie
Ook in Australië pakte McLaren opnieuw de eerste startrij, met Ayrton Senna op de pole-position gevolgd door Alain Prost.

### Race
Prost leidde de race vanaf de start, voor Senna, Gerhard Berger, Nelson Piquet en Nigel Mansell. Bij het begin van de vierde ronde had de Fransman al 5,5 seconden voorsprong. Michele Alboreto moest opgeven na een botsing met de Dallara van Alex Caffi. In dezelfde ronde ging Berger voorbij Senna. Hij zette de achtervolging op Prost in en haalde de Fransman in in de 14de ronde. In de 23ste ronde had hij al drie seconden voorsprong. In deze ronde moest hij Stefano Modena en René Arnoux op een ronde zetten. De Ligier-rijder veroorzaakte echter een aanrijding met Berger, waardoor beide McLarens opnieuw op plaatsen één en twee kwamen te liggen, Senna had echter problemen met de versnellingsbak. Piquet reed nog steeds op de derde plaats, voor Riccardo Patrese en Mansell. De Italiaan probeerde verschillende keren voorbij Piquet te gaan maar had een tekort aan motorvermogen.
In de 53ste ronde maakte Patrese een spin waardoor Mansell voorbij zijn teamgenoot kon gaan. Zijn remmen lieten het echter afweten in 66ste ronde waardoor hij in de muur vloog. In de 59ste ronde had Prost de leiding overgenomen en zette een reeks snelle ronden neer. Hij leidde aan het eind meer dan 30 seconden en had iedereen op een ronde gezet tot de vijfde.
Er waren veel uitvallers te noteren: Satoru Nakajima en Mauricio Gugelmin botsten, Alessandro Nannini spinde, Jonathan Palmer moest opgeven met een kapotte transmissie, Derek Warwick en Eddie Cheever kregen motorproblemen en bij Stefano Modena en Oscar Larrauri faalde de aandrijving. Caffi had problemen met de koppeling en Philippe Alliot kwam zonder benzine te staan.
Slechts elf wagens werden geklasseerd, waarvan zeven ook effectief de race uitreden. Prost won, voor Senna, Piquet werd derde, Patrese vierde, Boutsen vijfde en Capelli, ondanks een lekke band, zesde.

## Uitslag
| Positie | Nummer | Rijder                | Team            | Ronden | Tijd/Opgave         | Startplaats | Punten |
| ------- | ------ | --------------------- | --------------- | ------ | ------------------- | ----------- | ------ |
| 1       | 11     | Alain Prost           | McLaren-Honda   | 82     | 1:53:14.676         | 2           | 9      |
| 2       | 12     | Ayrton Senna          | McLaren-Honda   | 82     | + 36.387            | 1           | 6      |
| 3       | 1      | Nelson Piquet         | Lotus-Honda     | 82     | + 47.546            | 5           | 4      |
| 4       | 6      | Riccardo Patrese      | Williams-Judd   | 82     | + 1:20.088          | 6           | 3      |
| 5       | 20     | Thierry Boutsen       | Benetton-Ford   | 81     | + 1 Ronde           | 10          | 2      |
| 6       | 16     | Ivan Capelli          | March-Judd      | 81     | + 1 Ronde           | 9           | 1      |
| 7       | 23     | Pierluigi Martini     | Minardi-Ford    | 80     | + 2 Rondes          | 14          |        |
| 8       | 22     | Andrea de Cesaris     | Rial-Ford       | 77     | Geen benzine        | 15          |        |
| 9       | 26     | Stefan Johansson      | Ligier-Judd     | 76     | Geen benzine        | 22          |        |
| 10      | 30     | Philippe Alliot       | Larrousse-Ford  | 75     | Geen benzine        | 24          |        |
| 11      | 14     | Philippe Streiff      | AGS-Ford        | 73     | Elektrisch probleem | 16          |        |
| NF      | 9      | Piercarlo Ghinzani    | Zakspeed        | 69     | Benzinesysteem      | 26          |        |
| NF      | 5      | Nigel Mansell         | Williams-Judd   | 65     | Spin                | 3           |        |
| NF      | 19     | Alessandro Nannini    | Benetton-Ford   | 63     | Spin                | 8           |        |
| NF      | 33     | Stefano Modena        | EuroBrun-Ford   | 63     | Aandrijving         | 20          |        |
| NF      | 17     | Derek Warwick         | Arrows-Megatron | 52     | Motor               | 7           |        |
| NF      | 18     | Eddie Cheever         | Arrows-Megatron | 51     | Motor               | 18          |        |
| NF      | 15     | Mauricio Gugelmin     | March-Judd      | 46     | Botsing             | 19          |        |
| NF      | 2      | Satoru Nakajima       | Lotus-Honda     | 45     | Botsing             | 13          |        |
| NF      | 24     | Luis Perez-Sala       | Minardi-Ford    | 41     | Motor               | 21          |        |
| NF      | 36     | Alex Caffi            | Dallara-Ford    | 32     | Koppeling           | 11          |        |
| NF      | 28     | Gerhard Berger        | Ferrari         | 25     | Botsing             | 4           |        |
| NF      | 25     | René Arnoux           | Ligier-Judd     | 24     | Botsing             | 23          |        |
| NF      | 3      | Jonathan Palmer       | Tyrrell-Ford    | 16     | Transmissie         | 17          |        |
| NF      | 32     | Oscar Larrauri        | EuroBrun-Ford   | 12     | Aandrijving         | 25          |        |
| NF      | 27     | Michele Alboreto      | Ferrari         | 0      | Botsing             | 12          |        |
| NQ      | 31     | Gabriele Tarquini     | Coloni-Ford     |        |                     |             |        |
| NQ      | 4      | Julian Bailey         | Tyrrell-Ford    |        |                     |             |        |
| NQ      | 29     | Pierre-Henri Raphanel | Larrousse-Ford  |        |                     |             |        |
| NQ      | 10     | Bernd Schneider       | Zakspeed        |        |                     |             |        |
| PQ      | 21     | Nicola Larini         | Osella          |        |                     |             |        |

## Wetenswaardigheden
- Riccardo Patrese maakte zijn 176ste Grand Prix-start. Daarmee evenaarde hij het gedeelde record van Graham Hill en Jacques Laffite.
- Het was de laatste race met turbomotoren.

## Statistieken
| Pole-position | Ayrton Senna | McLaren-Honda | 1:17.748 |
| Snelste ronde | Alain Prost  | McLaren-Honda | 1:21.216 |

## Noot
- Dit was het debuut van de Franse coureur Pierre-Henri Raphanel.
- Honderdste Grand Prix-start voor Derek Warwick. Hiermee was Warwick de 31ste coureur die minstens 100 Grands Prix had gereden.
- Dit was de tweede overwinning van de Grote Prijs van Australië voor Alain Prost en hiermee vestigde hij een nieuw record. Hij werd de eerste meervoudige winnaar in Australië.
- Eerste wereldtitel voor Ayrton Senna en de zesde wereldtitel voor een Braziliaanse coureur. Senna was de 22ste coureur die wereldkampioen werd.

1949 · 1985 · 1986 · 1987 · 1988 · 1989 · 1990 · 1991 · 1992 · 1993 · 1994 · 1995 · 1996 · 1997 · 1998 · 1999 · 2000 · 2001 · 2002 · 2003 · 2004 · 2005 · 2006 · 2007 · 2008 · 2009 · 2010 · 2011 · 2012 · 2013 · 2014 · 2015 · 2016 · 2017 · 2018 · 2019 · 2020 · 2021 · 2022 · 2023 · 2024 · 2025